# Folke Skoog
Folke Karl Skoog (* 15. Juli 1908 in Halland; † 15. Februar 2001 in Madison) war ein schwedisch-US-amerikanischer Pflanzenphysiologe.
Skoog blieb nach einer Reise nach Kalifornien 1925 in den USA und wurde 1936 am Caltech mit einer Dissertation über Auxine promoviert. Bei den Olympischen Spielen 1932 in Los Angeles startete er über 1500 m und verpasste als Sechster seines Vorlaufs den Einzug in den Finallauf. 1937 wurde er Postdoc von Dennis R. Hoagland. Ab 1947 lehrte er an der University of Wisconsin.
Er entdeckte Zytokinine, darunter Kinetin und das künstliche, von ihm erstmals synthetisierte und untersuchte Benzylaminopurin, und entwickelte Techniken, um ganze Pflanzen aus Gewebekulturen zu züchten, wobei er mit seinem Doktoranden Toshio Murashige das Murashige-Skoog-Medium einführte. Dessen Veröffentlichung führte zu einer der meistzitierten biologischen Arbeiten aller Zeiten (Murashige, T. and Skoog, F. (1962) A revised medium for rapid growth and bioassays with tobacco tissue cultures. Physiol Plant 18: 100-127). Skoog führte auch klassische Experimente zur Wirkung von Pflanzen-Wachstumshormonen (Auxine) durch.
Er war Mitglied der Leopoldina (1967), der Königlich Schwedischen Akademie der Wissenschaften (1970), der National Academy of Sciences und der American Academy of Arts and Sciences (1959). 1991 erhielt er die National Medal of Science.